# 安提阿牧首
安提阿牧首（英語：Patriarch of Antioch），傳統上基督教安提阿教區主教的頭銜，又稱全東方牧首，全称为安条克和全东方基督徒的宗主教，罗马帝国基督教五大牧首之第三，原牧区包括罗马帝国的大部分亚洲领土。現在同時有五個教會的領袖使用這稱號，有東正教會的安提阿正教会、東方正統教會的敘利亞正教會以及東儀天主教會的敘利亞禮天主教會、默基特希臘禮天主教會及馬龍尼禮天主教會。按照历史荣誉，安提阿正教会的牧首在所有15个东正教自主教会的领袖中排在第三位，仅次于君士坦丁堡牧首和亚历山大牧首。

## 历史
安提阿教會为基督教最古老的教区之一。根据教会传统说法，安提阿的主教座堂是由使徒圣伯多禄（他也是第一位教宗）创建的。根據《新約聖經》《使徒行傳》所記載，使徒保羅在安提阿教會第一次以「基督徒」這個稱呼來指耶穌基督的追隨者。在451年卡尔西顿公会议之后，安提阿城的主教被升格为牧首，其所辖教区称为安提阿牧首区。在阿拉伯征服之前，安提阿牧首的辖区包括叙利亚、小亚细亚和美索不达米亚。7世纪伊斯兰教兴起之后，安提阿牧首辖区的人民大多改信伊斯兰教，牧首本人也受阿拉伯帝国的哈里发辖制。14世纪时，牧首驻地迁至大马士革。1453年君士坦丁堡的陷落，使君士坦丁堡正教会失去了任何实在的领导地位，安提阿牧首区遂与其它奥斯曼帝国境内的古老东正教牧首区一样成为独立的“自主教会”，君士坦丁堡牧首仅具有「同輩者之首」的地位。

## 现状
在1899年以前，安提阿牧首的圣职一直是由希腊人担任，而其绝大多数信徒却是阿拉伯人。1899年首次从阿拉伯人中选出牧首。现任牧首为約翰十世。

## 牧首驻地
安提阿牧首最早的也是正统的座堂位于安提阿（在今土耳其境内），相传是圣伯多禄亲自建立。从14世纪起牧首驻地移到了叙利亚大马士革，座堂位于著名的直街上。